# Ебу Бекр ел Багдади
Ибрахим ибн Авад ибн Ибрахим Али ибн Мухамед ел Бадри ел Самараи (арап. إبراهيم ابن عواد ابن إبراهيم ابن علي ابن محمد البدري السامرائي DIN: 'ibrahīm 'ibn ʿawād 'ibn 'ibrahīm 'ibn ʿalī 'ibn muḥammad al-badri as-sāmarā'iyy), раније такође познат као др Ибрахим и Абу Дуа (арап. أبو دعاء ), најпознатији по свом ратном надимку Ебу Бекр ел Багдади (арап. أبو بكر البغدادي ), и у покушају да се прикаже као потомак пророка Мухамеда, као Ебу Бекр ел Багдади ел Хусеини ел Хашими ел Кураши (арап. أبو بكر البغدادي الحسيني الهاشمي القرشي ) и као Вођа правоверних Халиф Ибрахим (арап. أمير المؤمنين الخليفة إبراهيم DIN: 'amīr al-mu'minīn al-ẖalīfa 'ibrahīm) био је вођа терористичке организације, који је именован за „халифа” самопроглашене терористичке државе под називом „Исламска Држава” која окупира делове западног Ирака и североисточне Сирије. Бивши је вођа организације Исламске државе Ирака и Леванта (ИСИЛ) познате и под називом Исламска држава Ирака и Сирије (ИСИС).
Дана 4. октобра 2011, Стејт департмент Сједињених Држава је поставио Ел Багдадија на списак глобалних терориста, објавио награду до 10 милиона долара за информацију која би довела до његовог хватања или смрти. Једино је за Ајмана ел Завахирија, вођу глобалне Ал Каиде обећана већа награда (25 милиона).

## Историјат
Верује се да је Ел Багдади рођен близу Самаре у Ираку, 1971. године. Извештаји сугеришу да је био свештено лице у џамији Имама Ахмада ибн Ханбала у Самари у време америчке инвазије на Ирак. Завршио је мастер и докторске исламске студије на Универзитету исламских наука у багдадском предграђу Азамија.

## Милитантне активности
Након америчке инвазије на Ирак 2003, Ел Багдади је учествовао у оснивању милитантне групе „Војска сунитског народа и заједнице“ (арап. جيش اهل السنة والجماعة DIN: ğayš ahl as-sunna wal-ğamāʿa), у којој је служио као вођа шеријатског комитета. Ал-Багдади и његова група су се придружили Муџахединском шура савету (МСЦ) 2006, у коме је такође служио као део шеријатског комитета. Након што је МСЦ преименован у Исламска држава Ирака (ИСИ) 2006, ел Багдади је постао генерални супервизор шеријатског комитета и члан вишег консултативног савета.
Судећи по подацима Министарства одбране САД, Ел Багдади је држан у америчком војном кампу Бука као „интернирани цивил“ од фебруара до децембра 2004, када је пуштен. Одбор који је одлучивао о његовом пуштању је предложио „безусловно ослобађање“ Ел Багдадија и не постоје подаци да је био затваран у неком другом периоду. Са друге стране, у више новина је објављено да је ел Багдади био затворен од 2005 до 2009.

### Вођа Исламске Државе Ирака
Исламска држава Ирака (ИСИ), позната и као Ал Каида Ирака је била ирачки огранак међународне исламистичке организације Ал Каида. Дана 16. маја 2010. објављено је да је Ел Багдади постао вођа ИСИ након смрти његовог претходника Абу Омара ел Багдадија у нападу месец дана раније.
Као вођа ИСИ, Ел Багдади је био одговоран за организовање и управљање великим операцијама као што је напад на Ум ел Кура џамију у Багдаду 28. августа 2011, у коме је убијен познати сунитски правник Халид ел Фахдави. Између марта и априла 2011, ИСИ је преузела одговорност за 23 напада јужно од Багдада, за које се тврди да су извршени под Ел Багдадијевом командом.
Након америчке акције 2. маја 2011. у Аботабаду у Пакистану, у којој је убијен вођа Ал Каиде, Осама бин Ладен, Ел Багдади је издао саопштење у коме је славио Бин Ладена и запретио насилном одмаздом за његову смрт. 5. маја 2011, Ел Багдади је преузео одговорност за напад у граду Хили у коме је убијено 24 полицајца и рањено 72 људи.
Дана 15. августа 2011, талас самоубилачких напада ИСИ је започет у Мосулу, који је довео до смрти 70 људи. Убрзо потом, ИСИ је на свом сајту обећала да ће извршити 100 напада широм Ирака у знак одмазде за убиство Бин Ладена. Речено је да ће ова кампања бити спроведена на више различитих начина који укључују самоубилачке нападе, бомбе поред пута и друге видове напада у свим градовима и руралним областима широм Ирака.
Дана 22. децембра 2011, серија координисаних напада аутомобилима бомбама и импровизованим експлозивним направама је извршена у десетак крајева широм Багдада. У овим нападима су погинуле најмање 63 особе, а рањено је 180; напад је уследио само неколико дана након што су Сједињене Државе завршиле повлачење својих трупа из Ирака. 26. децембра, ИСИ је издала саопштење на џихадистичким интернет форумима, у којима преузима одговорност за ову операцију и истакла да су мете багдадских напада „детаљно прегледане и истражене“ и да су „операције биле дистрибуисане између циљања безбедносних штабова, војних патрола и места окупљања прљавих из Ел Даџал армије“, што се односи на Махди армију шиитског ратног вође Муктаде ел Садра.
Дана 2. децембра 2012, ирачки званичници су тврдили да су заробили Ел Багдадија у Багдаду након двомесечне операције хватања. Званичници су тврдили да су такође запленили и списак са именима и локацијама других оперативаца Ал Каиде. Међутим, ИСИ је одбацила ове наводе. У интервјуу датом Ал Џазири 7. децембра 2012, вршилац дужности министра унутрашњих послова Ирака је рекао да ухапшени човек није Ел Багдади већ вођа одсека задужен за област од северних предграђа Багдада до дистрикта Таџи северно од Багдада.

### Вођа Исламске Државе Ирака и Леванта
Ел Багдади је остао вођа ИСИЛ-а до његовог формалног ширења у Сирију 2013, када је у изјави 8. априла прогласио формирање Исламске државе Ирака и Леванта (ИСИЛ) (у алтернативном преводу са арапског Исламска држава Ирака и Сирије арап. الدولة الإسلامية في العراق والشام DIN: ad-dawla al-'islāmiyya fī al-ʿirāq waš-šām). Као вођа ИСИЛ, Ел Багдади је преузео команду над свим активностима организације у Ираку и Сирији.
Када је најавио формирање ИСИЛ, Ел Багдади је рекао да је џихадистичка фракција умешана у Грађански рат у Сирији, Фронт ел Нусра, била проширење ИСИ у Сирији, и да ће сада бити спојена са ИСИС. Вођа Фронта ел Нусра, Абу Мухамед ел Џавлани, оспорио је да ће доћи до спајања две групе и позвао емира Ал Каиде, Ајмана ел Завахирија да се огласи по овом питању. Ел Завахири је издао саопштење да ИСИЛ треба да буде укинута и да Ел Багдади треба да ограничи активности своје групе на Ирак. Ел Багдади је, међутим, одбацио Ел Завахиријеву одлуку и преузео контролу над наводних 80% страних бораца фронта Ел Нусре. У јануару 2014, ИСИЛ је избацила Фронт ел Нусра из сиријског града Ар-Рака, а истог месеца су сукоби између две групе у Сирији довеле до смрти стотина бораца и расељавања десетина хиљада цивила. У фебруару 2014, Ал Каида се одрекла свих односа са ИСИЛ.
Према неколицини западних извора, Ел Багдади и ИСИЛ су примали финансијску подршку од грађана Саудијске Арабије и Катара, и регрутовали су борце у оквиру кампања, нарочито у Саудијској Арабији.

### Халиф Исламске Државе
Дана 29. јуна 2014, ИСИЛ је објавила успостављање халифата, и проглашење Ел Багдадија за халифа, који ће од сада бити познат као Халиф Ибрахим, а Исламска држава Ирака и Леванта је преименована у „Исламску државу“. Широм муслиманског света су уследиле бројне дебате о легитимитету ових потеза.
Проглашење халифата су жестоко критиковале блискоисточне владе и друге џихадистичке групе, као и сунитски теолози и историчари. Јусуф ел Карадави, познати учењак који живи у Катару је рекао: „Проглашење издато од стране Исламске државе је ништавно по шеријату и има опасне последице по суните у Ираку и по побуну у Сирији“, додајући да звање халифа може „дати само цео муслимански народ“, а не појединачна група.
У аудио поруци, Ел Багдади је најавио да ће ИСИЛ марширати на Рим како би успоставила Исламску државу од Блиског истока па широм Европе, истакавши да ће освојити и Рим и Шпанију у овом походу. Такође је позвао муслимане широм света да емигрирају у нову Исламску државу.
Дана 5. јула 2014. објављен је видео који изгледа да приказује Ел Багдадија како држи говор у Великој џамији ел Нури у Мосулу на северу Ирака. Представник ирачке владе је изјавио да се на снимку не налази Ел Багдади, назвавши га „фарсом“ Међутим, и BBC и Асошијетед прес су цитирали неименоване ирачке званичнике који су рекли да верују да човек на снимку заиста јесте Ел Багдади. Ел Багдади се у говору прогласио вођом свих муслимана, и позвао муслимане широм света да га подрже.